# Ricky Marvin
Ricardo Fuentes Romero (nacido el 8 de enero de 1980) es un luchador profesional mexicano, más conocido bajo el nombre de Ricky Marvin. Es conocido por su trabajo en Lucha Libre AAA Worldwide (AAA), Consejo Mundial de Lucha Libre (CMLL) y Pro Wrestling Noah (NOAH). Entre 2005 y 2007, también luchó como el personaje enmascarado de Mushiking Joker, un archienemigo de la historia de "Mushiking Terry", que fue interpretado por su compañero del equipo de Kotaro Suzuki. También trabajó como el personaje enmascarado Bengala.
Romero ha sido una vez Campeón Peso Pesado Junior de la GHC, tres veces Campeón Peso Pesado Junior en Parejas de la GHC y una vez Campeón Mundial en Tercias de AAA.

## Carrera
Ricardo Fuentes fue entrenado para su carrera de lucha profesional por su padre Ricardo Fuentes, un luchador profesional conocido por el nombre de Aries, y luego por Ringo Mendoza, Negro Casas y Memo Díaz cuando comenzó a trabajar para el Consejo Mundial de Lucha Libre (CMLL). Fuentes hizo su debut en 1995, usando el nombre de White Demon, un personaje enmascarado.

### Consejo Mundial de Lucha Libre (1998–2003)
En 1998, Fuentes comenzó su entrenamiento en la escuela de lucha del CMLL con Mendoza y Casas, y fue allí donde se le ocurrió un nuevo nombre, Ricky, y su personaje favorito de dibujos animados, Marvin el marciano, para crear el Nombre del "Ricky Marvin". Como Ricky Marvin, su primera aparición en un evento importante de CMLL se produjo en la segunda Gran Alternativa de 1999, donde se unió a su mentor Ringo Mendoza. En la primera ronda, Marvin y Mendoza derrotaron a Apolo Dantés y Alan Stone, pero perdieron a los ganadores eventuales del torneo El Felino y Tigre Blanco en la segunda ronda.
El éxito de esa lucha ganó a los cuatro un combate en el 66th Aniversario de CMLL el 24 de septiembre de 1999. Esta vez, Marvin y Sombra de Plata ganaron el combate. Marvin hizo su debut en Japón el 23 de noviembre de 1999, derrotando a Sangre Azteca, quien también hizo su debut para CMLL Japón. La rivalidad continuó el 17 de marzo de 2000, cuando Ricky Marvin derrotó a Sangre Azteca en la cartelera secundaria del pay-per-view del evento Juicio Final 2000.

### Pro Wrestling Noah (2003–2015)
En el 2005, Marvin comenzó a trabajar para Pro Wrestling Noah, apareciendo a menudo en los eventos de Pro Wrestling SEM, la liga de Noah para luchadores más jóvenes e inexpertos. Con el tiempo, Marvin comenzó a asociarse regularmente con Kotaro Suzuki. Mientras hacía equipo con Suzuki, Marvin también comenzó una pelea de la historia con el alter ego enmascarado de Suzuki, "Mushiking Terry", mientras luchaba como el personaje enmascarado de Mushiking Joker. Los dos personajes enmascarados lucharon entre 2005 y 2007, y ambos hombres también lucharon desenmascarados. El 21 de enero de 2007, Marvin y Suzuki derrotaron a Jay Briscoe y Mark Briscoe para ganar el Campeonato de Equipo de Etiqueta de Peso Pesado Juvenil de GHC.
Como Marvin era muy versado en la lucha libre, a menudo se unía o luchaba con luchadores de México que viajaban con Noah. En agosto de 2008, Marvin solía asociarse con Laredo Kid y El Oriental en su lucha contra Histeria, Antifaz y Rocky Romero, todos ellos representantes de la empresa Asistencia Asesoría y Administración (AAA) de México. El 3 de septiembre de 2007, Marvin formó parte del evento principal de un evento conjunto AAA/Noah llamado TripleSEM. Se unió a Mushiking Terry y Naomichi Marufuji para luchar contra Los Hell Brothers (Cibernético, Charly Manson y Chessman) en un combate que terminó sin resultado debido a la interferencia externa.
En 2009, Marvin comenzó a asociarse regularmente con Taiji Ishimori, fijándose por segunda vez en el título del equipo junior. A principios de 2010, el Campeonato Peso Pesado Junior en Parejas de la GHC fue vacante cuando Kotaro Suzuki sufrió una lesión de rodilla. Ishimori y Marvin se unieron para un torneo para determinar los próximos campeones. Derrotaron a Bobby Fish y Eddie Edwards en la primera ronda y Genba Hirayanagi y Yoshinbou Kanemaru en la final para ganar el Campeonato Peso Pesado Junior en Parejas de la GHC siendo su primer título en NOAH. Sin embargo, el 22 de agosto, Marvin e Ishimori perdieron los títulos ante los representantes de New Japan Pro-Wrestling Koji Kanemoto y Tiger Mask.
El 16 de octubre de 2011, Marvin derrotó a Satoshi Kajiwara para ganar el Campeonato Peso Pesado Junior de la GHC por primera vez. Inmediatamente después del combate, Marvin abandonó el título y declaró que quería ganarlo derrotando a Katsuhiko Nakajima, quien se había visto obligado a abandonar el título debido a una lesión y a quien Marvin consideraba el verdadero campeón. Nakajima regresó el 27 de noviembre y derrotó a Marvin por el vacante Campeonato Peso Pesado Junior de la GHC. El 22 de julio de 2012, Marvin y Super Crazy, conocidos como Los Mexitosos, derrotaron a Atsushi Aoki y Kotaro Suzuki para ganar el Campeonato Peso Pesado Junior en Parejas de la GHC. Perdieron el título ante Genba Hirayanagi y Maybach Taniguchi Jr. el 10 de marzo de 2013.

### Asistencia Asesoría y Administración/Lucha Libre AAA Worldwide (2007–2008, 2013–2017)
Dos semanas después de TripleSEM, Marvin viajó a México para formar equipo con Latin Lover y La Parka, derrotando al equipo La Legión Extranjera de Abismo Negro, Ron Killings, Kenzo Suzuki y X-Pac en uno de los combates destacados en el evento Verano de Escándalo. Marvin hizo una nueva aparición en AAA el 13 de junio de 2008, luchando en Triplemanía XVI como parte de los Poderes mexicanos, junto con Crazy Boy y Último Gladiador, mientras derrotaban a La Legión Extranjera (Bryan Danielson, Jack Evans y Teddy Hart) y La Familia de Tijuana (Extreme Tiger, Halloween y TJ Xtreme) en un combate de eliminación por equipos de tres luchadores. El 15 de abril de 2013, Marvin regresó a la AAA y se unió a Los Perros del Mal.
El 2 de mayo de 2014, Marvin regresó a AAA, trabajando bajo una máscara como el personaje técnico "Bengala", sin reconocimiento público de que era Ricky Marvin debajo de la máscara. Ganó su primer combate como Bengala cuando derrotó al líder de Los Perros del Mal, El Hijo del Perro Aguayo, en un evento principal de seis hombres. El 7 de junio en el Verano de Escándalo, Bengala ganó un combate de ocho vías para avanzar a las finales de un torneo para determinar el número uno de los contendientes al Campeonato Peso Crucero de AAA.
Marvin se unió a Averno y Chessman, formando un nuevo trío llamado Los OGTs. Los OGTs ganaron el Campeonato Mundial de Tríos de AAA el 4 de noviembre de 2016, ya que derrotaron a Los Xinetes (El Zorro, Dark Cuervo y Dark Escoria). Perdieron el título ante El Apache, Faby Apache y Mari Apache el 5 de marzo de 2017, cuando Marvin fue derrotada por Faby en un combate de Title vs. Career. El 30 de octubre de 2017, Marvin anunció oficialmente su salida de la AAA.

## Vida personal
Ricardo Fuentes es un luchador de segunda generación; Su padre, Ricardo Fuentes, trabajó bajo el nombre de "Aries" durante muchos años y participó en el entrenamiento de Fuentes. Su hermano, Rolando Fuentes Romero, también es luchador; originalmente trabajó como Mini-Estrella y actualmente lucha como Mini Histeria para AAA.

## Campeonatos y logros
- Consejo Mundial de Lucha Libre
  - Campeonato Japón de Super Peso Ligero del CMLL (2 veces)
  - Campeonato Nacional de Peso Ligero (1 vez)

- Estudio Wrestling Association
  - EWA World Championship (1 vez)

- Imperio Lucha Libre
  - Campeonato Sudamericano de Imperio (1 vez, actual)

- Lucha Libre AAA Worldwide 
  - Campeonato Mundial de Tríos de AAA (1 vez) – con Averno & Chessman

- Powerslam Wrestling
  - PW Heavyweight Championship (1 vez)

- Pro Wrestling NOAH
  - GHC Junior Heavyweight Championship (1 vez)
  - GHC Junior Heavyweight Tag Team Championship (3 veces) – con Kotaro Suzuki (1), Taiji Ishimori (1) y Super Crazy (1)

- Toryumon
  - NWA World Welterweight Championship (1 vez)

- Universal Wrestling Entertainment
  - UWE Tag Team Championship (1 vez) – con Super Crazy

- Xplosion Nacional de Lucha
  - XNL Championship (1 vez)

- Xtreme Mexican Wrestling
  - XMW Junior Heavyweight Championship (1 vez)